# Aphodius obliteratus
Aphodius obliteratus is een keversoort uit de familie bladsprietkevers (Scarabaeidae). De wetenschappelijke naam van de soort is voor het eerst geldig gepubliceerd in 1823 door Panzer.